# Kálium-bromid
A kálium-bromid egy szervetlen só, amelynek a képlete KBr. Színtelen, kristályos vegyület, kristályai kocka alakúak. Jól oldódik vízben, vizes oldatának kémhatása semleges. Az oldat íze csípős, sós. Oldódik metanolban és etanolban is.

## Kémiai tulajdonságai
A kálium-bromid oldatából fluor, klór és ózon hatására bróm válik szabaddá. A savas kémhatású oldatából a kálium-permanganát is brómot szabadít fel.

## Előfordulása
Néhány sóbányában megtalálható kisebb mennyiségben.

## Előállítása
A kálium-bromát hevítésekor kálium-bromid keletkezik. Előállítható vas(II)-bromid oldatból kálium-karbonáttal való forralással is.
{\displaystyle \mathrm {FeBr_{2}+K_{2}CO_{3}\rightarrow 2\ KBr+FeCO_{3}} }
Egy másik eljárás szerint brómot oldanak kálium-hidroxid-oldatban. Ekkor kálium-bromid és kálium-hipobromit keletkezik. A kálium-hipobromitet izzítják, így kálium-bromáttá alakul. Majd a kálium-bromátot is kálium-bromiddá alakítják redukcióval. A redukciót faszénporral végzik. A kálium-bromátot ezután kioldják, majd kristályosítják. A tiszta termékben fontos a kálium-bromát elbontása, mert a gyomorban a gyomorsav hatására a kálium-bromátból bróm szabadulhat fel.
{\displaystyle \mathrm {2\ KOH+Br_{2}\rightarrow KBr+KOBr+H_{2}O} }
{\displaystyle \mathrm {3\ KOBr\rightarrow KBrO_{3}+2\ KBr} }
{\displaystyle \mathrm {KBrO_{3}+3\ C\rightarrow KBr+3\ CO} }

## Felhasználása
A fényképészetben a filmek készítéséhez ezüst-bromid-emulziók előállítására használják. Infravörös spektroszkópiában használt prizmákat és más optikai eszközöket is készítenek kálium-bromid kristályokból. Korábban gyógyszerként is alkalmazták.